# 천단
천단(중국어 정체자: 天壇, 간체자: 天坛, 병음: Tiāntán)은 중화인민공화국 베이징시 충원구에 있는 사적으로, 명청시대 중국에서 군주가 제천 의식을 행하던 유교 제단이다. 매년 풍년을 기원하는 것은 황제의 연례행사였고, 비가 오지 않으면 기우제를 지냈다. 고대 규모로는 가장 큰 제단 규모로 만들어졌으며, 대지면적은 약 273만 m2로 황궁인 자금성의 4배이다.

## 개요
1406년에 착공, 명나라 영락제 18년인 1420년에 완공되었다. 영락제는 자금성을 건설했던 황제로, 건설 당시에는 천지단(天地壇)이라고 불렸고，1530년 가정제 9년에는 3개의 제단을 더 추가함으로써 천단이라고 불리게 된다. 동쪽으로는 일단(日壇)을, 북쪽으로는 지단(地壇)을, 서쪽으로는 월단(月壇)을 추가하였다. 현재의 규모로 확장된 것은 청나라 건륭제 연간이다.
1860년 제2차 아편 전쟁으로 영프 연합군, 1900년 북청사변으로 8개국 열강의 점령이 있었다. 1914년 위안스카이(袁世凱)가 중화제국을 선포하고 천황을 칭하며, 천단에서 대제를 열었다. 이는 위안스카이 자신이 삼황오제로부터 내려오는 중국 전통 황조의 계승자임을 상징적으로 의미하는 것이다.
1918년에 공원으로 개관하고, 정식으로 일반에 공개되었다.
현재의 중화인민공화국 정부가 수립된 후 1961년에 중국 국무원에서 최초의 전국중점문물보호단위 중 하나로 선포를 했고, 1998년 유네스코의 세계문화유산에 등록됐다．

## 원구단
황제가 하늘에 제를 올리기 위한 의식을 거행한 장소이다．명나라 가정(嘉靖) 9년인 1530년에 만들어졌으며, 건륭 14년, 1749년에 층축되었다. 매년 동지에 풍작을 감사하는 의식을 행하고, 가뭄이 든 해에는 기우제를 지냈다.
형태는 중국의 우주관인 천원지방(天圓地方)에 따라 원형이다．또 난간 계단 등이 음양 사상을 따라 지어졌으며 각 단의 직경을 합계한다면 45장이고, 이것은 단지 9의 배수라고 한 의미뿐만 아니라，구오지존이라는 의미도 갖는다.

## 황궁우

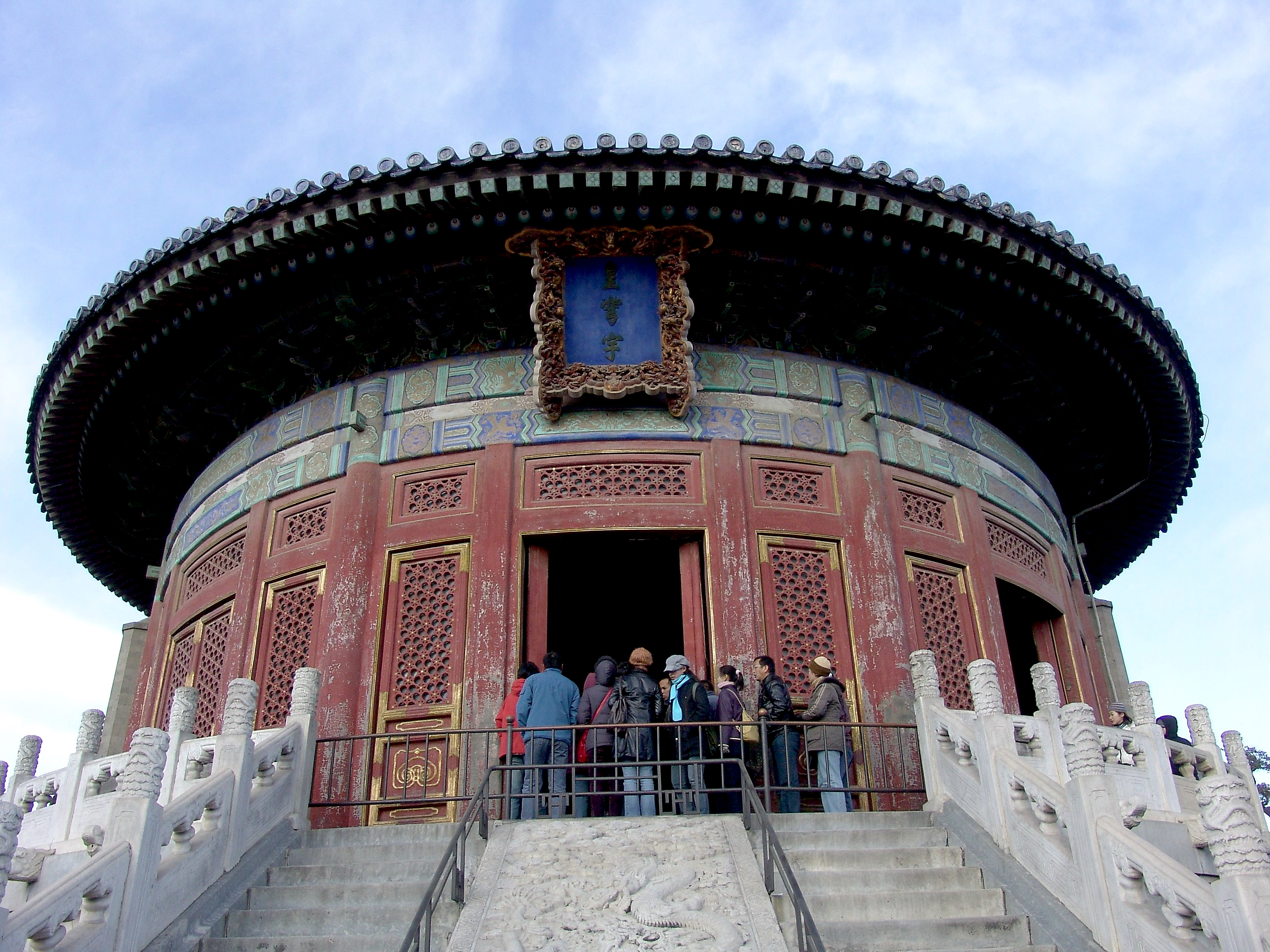
황궁우

원구단의 북쪽으로 황궁우가 있다. 제천 시 사용하는 신패 등은 모두 이곳에 보관 되었다. 명나라 가정제 9년인 1530년에 짓기 시작했다.

## 기년전
중국에서 군주 제천 행사를 맞기 위해 지은 제단 중 가장 유명한 건축물 중의 하나로서 천안문, 자금성과 함께 베이징의 상징 중 하나다. 기년전은 직경 32m，높이 38m，25개의 중심에 유지된 제단으로 현존한 중국 최대의 제단．중국 건축 사상 중요한 건축물로 간주된다. 풍년을 기원하기 위해 정월에 황제가 오곡풍작을 기원하는 제를 올렸다. 목조에다가 금도금을 입혔으며, 삼층으로 유리기와를 올려 지붕을 만들었다. 명나라 시대에는 위에는 청색과 황녹색으로 되어 있었지만, 청나라로 넘어온 후 건륭제가 1751년에 중건하면서 전부 청색으로 바꾸었다. 1889년 낙뢰에 의해 한 번 소실되었지만，1906년에 재건되었다．
유니온페이 카드 후면에 있는 홀로그램이 기년전을 소재로 한 것이다.

## 등록 기준
이 천단은 세계유산 등록 기준 에 있어서 이하의 기준을 충족시켰다고 여겨져, 등록이 이루어졌다．
1. 인류의 창조적 천재성을 걸작으로 표현한 것．
2. 일정기간을 통하여， 문화권에 있어 건축, 기술, 기념비적 예술, 도시계획, 경관디자인의 발전에 관해 인류의 가치반영．
3. 현존 또는 소멸한 문화적 전통 또는 문명의 유일한 또는 희귀한 증거

## 참고
- 중국세계유산
- 유니온페이

## 같이 보기
- 종묘
- 환구단
- 궁중 3전